# Pietro Valenza
Pietro Valenza (Pantelleria, 28 novembre 1920 – 9 maggio 1997) è stato un politico italiano.

## Biografia
Giovane militante del Partito d'Azione a Napoli, nel 1945 aderì al PCI. 
Funzionario del Partito Comunista Italiano, negli anni '50 fu inviato in Basilicata come segretario della federazione di Potenza, fu poi dirigente dell'Ufficio meridione del partito.
Nel 1972 è eletto al Senato per il PCI nella circoscrizione Campania. Rieletto nel 1976, nel 1979 e nel 1983, rimase senatore fino al 1987. Dal 1975 al 1987 ha fatto parte della Commissione vigilanza Rai, di cui è vicepresidente dal 1980 al 1983.
Morì in un incidente d'auto nel 1997.